# Morti nel 963
| Questa pagina contiene informazioni ricavate automaticamente dalle voci biografiche con l'ausilio del template Bio e di un bot. L'aggiornamento è periodico e automatico e ricostruisce completamente la pagina. Se manca una persona in questa lista, sei pregato di non aggiungerla, ma accertati piuttosto che la sua voce biografica contenga il template Bio e che i dati anagrafici siano correttamente compilati. Se il template Bio manca, inseriscilo tu stesso o, in alternativa, metti l'avviso {{tmp\|Bio}} che ne segnala la mancanza. Se i dati riportati sono sbagliati, correggi direttamente la voce biografica; le modifiche saranno visibili in questa lista entro pochi giorni. Per chiarimenti vedi il progetto biografie. La lista contiene solo le 11 persone che sono citate nell'enciclopedia e per le quali è stato implementato correttamente il template Bio. Pagina aggiornata al 13 gen 2025. |

- 15 marzo - Romano II, imperatore bizantino
- 3 aprile - Guglielmo III di Aquitania, conte (n. 910)
- 10 aprile - Oda di Metz, nobile tedesca
- 16 aprile - Guglielmo I di Weimar, nobile tedesco
- 18 aprile - Stefano Lecapeno, imperatore bizantino
- Alp Tigin, generale e emiro turco
- Giovanni II di Gaeta, duca bizantino
- Irene Lecapena, imperatrice bizantina
- Osulf di Bernicia, sovrano norrena
- Tryggvi Ólafsson, re norvegese
- Þorfinn Fracassacrani, conte